# 帕尔尼昂
帕尔尼昂（法語：Pargnan，法語發音：[paʁɲɑ̃]）是法国上法蘭西大區埃纳省的一个市镇，属于拉昂区。

## 地理
帕尔尼昂（49°24'2"N, 3°41'32"E）面积2.39 平方千米，位于法国上法蘭西大區埃纳省，该省份为法国北部内陆省份，北起北部省，西接索姆省和瓦兹省，东临阿登省和马恩省，西南至塞纳-马恩省，东北部与比利时接壤。
与帕尔尼昂接壤的市镇（或旧市镇、城区）包括：屈西和热尼、迈济、厄伊。

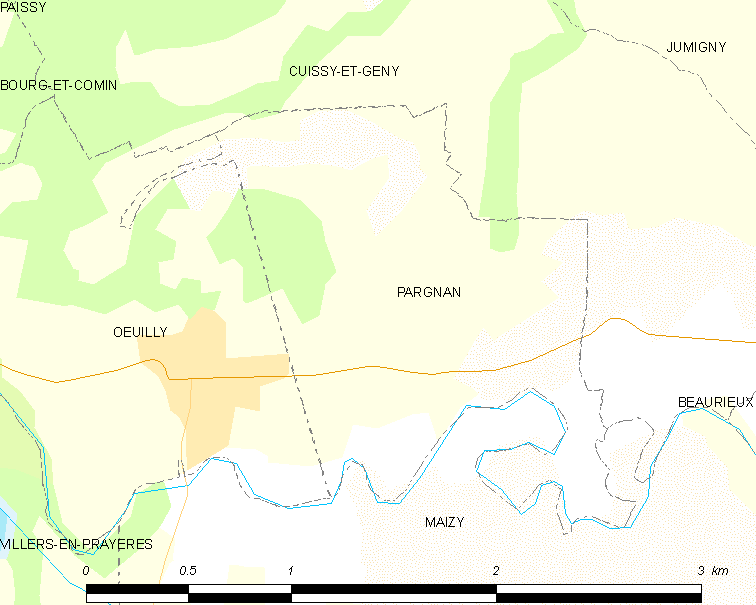
帕尔尼昂的OSM定位图

帕尔尼昂的时区为UTC+01:00、UTC+02:00（夏令时）。

## 行政
帕尔尼昂的邮政编码为02160，INSEE市镇编码为02588。

## 政治
帕尔尼昂所属的省级选区为埃纳河畔新城县。

## 人口

1962-2008年间帕尔尼昂人口变化图示

帕尔尼昂于2022年1月1日时的人口数量为66人。